# Alec Potts
Alec Potts (Clayton, 19 februari 1996) is een Australisch boogschutter.

## Carrière
Potts speelde in 2015 op het wereldkampioenschap, hij versloeg in de eerste ronde Bernardo Oliveira maar werd in de tweede ronde uitgeschakeld door Jonas Andersson.
Een jaar later na hij deel aan de Olympische Spelen hij werd in de eerste ronde uitgeschakeld door Bernardo Oliveira met 4-6 maar in de landencompetitie won hij de bronzen medaille. In 2019 won hij goud op de Pacifische Spelen in Apia. Na een pauze van drie jaar tussen 2020 en 2023 begn hij in januari 2023 weer deel te nemen aan competities.

## Resultaten

### Olympische Spelen
Individueel
- 2016: 1e ronde (verloren van Bernardo Oliveira met 4-6)

Team
- 2016:  Rio de Janeiro

### Wereldkampioenschappen
Individueel
- 2015: 2e ronde (verloren van Jonas Andersson met 1-7)

### Pacifische Spelen
Individueel
- 2019:  (gewonnen van Astin Darcy)